# Cộng hòa Xã hội chủ nghĩa Xô viết tự trị Turkestan
Cộng hòa Xã hội chủ nghĩa Xô viết Tự trị Turkestan (ban đầu là Cộng hòa Liên bang Xã hội chủ nghĩa Turkestan) thành lập ngày 30 tháng 8 năm 1918 từ vùng Turkestan của Đế quốc Nga. Thủ đô đặt tại Tashkent. Dân số ước tính có khoảng 5.000.000 người. Vào năm 1924 nó được tách ra làm Cộng hòa Xã hội chủ nghĩa Xô viết Turkmenia, Cộng hòa Xã hội chủ nghĩa Xô viết Uzbekistan, Cộng hòa Xã hội chủ nghĩa Xô viết tự trị Tajikistan, tỉnh tự trị Kyrgyzstan và tỉnh tự trị Qaraqalpaqstan.

## Turksovnarkom
Chủ tịch Hội đồng Nhân dân ("Turksovnarkom")
| Bắt đầu              | Kết thúc             | Tên                             |
| -------------------- | -------------------- | ------------------------------- |
| 15 tháng 11 năn 1917 | 30 tháng 4 năm 1918  | Fyodor Ivanovich Kolesov        |
| 30 tháng 4 năm 1918  | tháng 6 năm 1918     | Pyotr Alekseyevich Kobozev      |
| tháng 6 năm 1918     | 5 tháng 10 năm 1918  | Fyodor Ivanovich Kolesov        |
| 23 tháng 10 năm 1918 | 19 tháng 1 năm 1919  | Vladislav Damyanovich Figelskiy |
| 30 tháng 3 năm 1918  | tháng 3 năm 1920     | Karp Yeliseyevich Sorokin       |
| tháng 3 năm 1920     | tháng 5 năm 1920     | Jānis Rudzutaks                 |
| tháng 5 năm 1920     | tgasng 9 năm 1920    | Isidor Lubimov                  |
| 19 tháng 9 năm 1920  | 1922                 | Kaikhaziz Sardarovich Atabayev  |
| 1922                 | 12 tháng 1 năm 1924  | Turor Risqulovich Risqulov      |
| 12 tháng 1 năm 1924  | 27 tháng 10 năm 1924 | Shah Ahmad Islamov              |